# Korg 01/W

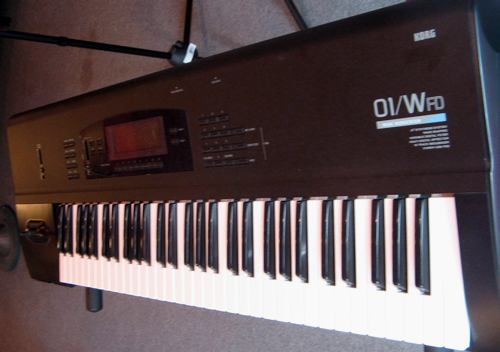
Korg O1/Wfd

Le Korg 01/W est un synthétiseur/station de travail construit par Korg, destiné à remplacer le Korg M1 et la série des Korg T au début des années 1990.

## Modèles
- 01/W : le modèle basique à 61 touches
- 01/W FD : identique au précédent, mais avec un lecteur de disquette interne optionnel
- 01/W pro : identique au précédent, mais avec une octave de touches supplémentaire (pour un total de 76 touches) et un échantillon sonore de piano acoustique supplémentaire.
- 01/W pro X : ce modèle possède 88 touches lestées (pour simuler le poids des touches sur un vrai piano acoustique) et possède également le son de piano acoustique supplémentaire disponible dans le 01/Wpro
- 01R/W : une version rack du 01/Wfd (un appareil sous forme de boite, sans touches), incorporant le même séquenceur que celui des versions clavier
- 03R/W : une version réduite du rack 01R/W, environ deux fois moins lourde, un écran plus petit, possédant 90 % des samples de son grand frère, et pas de forme d'onde (WaveShaping). Il est compatible General MIDI et le séquenceur a été retiré.

Il y a également un Korg 05R/W, qui est basé sur le Korg X5, et non pas sur le Korg 01/W.
Les concepteurs de ce synthétiseur semblent avoir voulu dénommer ce nouveau produit M10, cependant, quelqu'un aurait lu cela à l'envers, et aurait noté 01/W.